# Miguel Ángel García Domínguez
Miguel Ángel García Domínguez (Lebrija, provincia de Sevilla, 8 de abril de 1962) es un exfutbolista español que se desempeñaba como defensa.

## Clubes
| Club                 | País   | Año       |
| -------------------- | ------ | --------- |
| C. E. Sabadell F. C. | España | 1981-1982 |
| R. C. D. Español     | España | 1982-1988 |
| Real Betis Balompié  | España | 1988-1992 |